# State of Play (film)
State of Play är en amerikansk-brittisk-fransk politisk thrillerfilm från 2009. 

## Handling
Handlingen kretsar kring en kongressledamots älskarinna Sonia Bakers (Maria Thayer) död. Kongressledamoten är barndomskamrat med en undersökande journalist som får i uppdrag att skriva om händelsen.

## Om filmen
State of Play  regisserades av Kevin Macdonald. Filmen bygger på BBC:s miniserie Den tredje makten som i engelskt original hade samma titel, State of Play.

## Rollista (urval)
- Russell Crowe - Cal McAffrey
- Ben Affleck - Stephen Collins
- Rachel McAdams - Della Frye
- Helen Mirren - Cameron Lynne
- Robin Wright Penn - Anne Collins
- Jason Bateman - Dominic Foy
- Jeff Daniels - George Fergus
- Viola Davis - dr. Judith Franklin
- Maria Thayer – Sonia Baker